# 132
132 рік — високосний рік, що почався у вівторок за григоріанським календарем. 
Римська імперія •  Парфянське царство •  Кушанське царство •  Східна Хань •  Сармати

## Геополітична ситуація
Римську імперію очолює імператор Адріан (до 138). Імперія  займає Апеннінський, Піренейський та Балканський півострови, Галлію, частину Британії, Близький Схід, Північну Африку включно з Єгиптом. 
Наймогутніша держава центральної Азії — Парфянське царство. Наймогутніша держава Індостану — Кушанське царство. Династія Хань править у Китаї.  Корейський півострів ділять між собою Три корейські держави. 
Триває докласичний період цивілізації мая.
На території майбутньої України, в степах Причорномор'я, кочують сармати, північніше — племена Черняхівської культури.

## Події

### Римська імперія

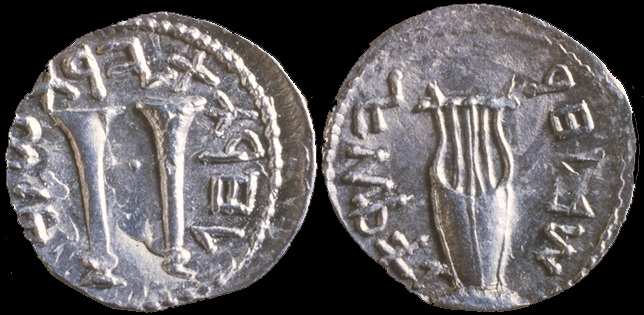
Монета Бар-Кохби на згадку про звільнення Єрусалима

- Римськими  консулами були Гай Юней Серій Авгурін та Требій Сергіан.
- У березні-квітні почалося повстання юдеїв на чолі з Симоном Бар-Кохбою, що триватиме три роки[1]. Рабі Акіба бен Йосеф (бл. 50-135) оголосив Бар-Кохбу месією. Військо юдеїв розбило римлян та захопило Єрусалим та 50 інших міст. В Єрусалимі відновлено систему єврейського жертвоприношення. Була викарбувана монета на згадку про звільнення Єрусалима[2].
- Юдеї-християни відмовилися підтримати повстанців[3], що знаменувало остаточний розрив між юдаїстською та християнською спільнотами.
- В Афінах завершилося спорудження Бібліотеки Адріана.

### Азія
- Китайський винахідник Чжан Хен сконструював прообраз сейсмографа — сейсмоскоп.
- Ханці здійснили черговий напад на сяньбі у війні, що тривала з 97 до 134 року.

## Народились
- Лю Чжи — імператор династії Хань у 146—168 роках, храмове ім'я Хуань-ді.

## Померли
- Фарсман II Доблесний — цар Іберії (116–132) з династії Фарнавазідів.